# Beihilfe (Dienstrecht)
Die Beihilfe ist eine finanzielle Unterstützung in Krankheits-, Geburts-, Pflege- und Todesfällen für deutsche Beamte und Richter, deren Kinder sowie deren Ehepartner, soweit letztere bestimmte Einkommensgrenzen nicht überschreiten.

## Rechtliche Grundlagen
Es gibt in Deutschland ein Beihilferecht für Beamte, Richter, Personen in öffentlich-rechtlichen Amtsverhältnissen und sonstige gleich gestellte Personen, deren Kinder sowie deren Ehepartner, soweit letztere bestimmte Einkommensgrenzen nicht überschreiten. Die Gewährung von Beihilfen nach bestimmten, für alle Beamten geltenden Grundsätzen hat sich im Wesentlichen erst nach dem Zweiten Weltkrieg und hier insbesondere durch die im Jahre 1959 ergangenen Beihilfevorschriften des Bundes und einzelner Länder herausgebildet. Sogenannte Notstandsbeihilfen waren zwar schon 1922 in Preußen und 1923 für die Reichsbeamten eingeführt worden, jedoch bestand darauf kein Rechtsanspruch und für die persönliche wirtschaftliche Notlage war das Vermögen und Familieneinkommen zu erklären.
Das gegenwärtige System der Beihilfegewährung gehört nach der Rechtsprechung des Bundesverfassungsgerichts nicht zu den hergebrachten Grundsätzen des Berufsbeamtentums, weshalb keine verfassungsrechtliche Verpflichtung besteht, Leistungen gerade in Form von Beihilfen zu gewähren. Die Alimentation muss nur ausreichend bemessen werden, um Krankheitskosten u. Ä. abzudecken. Der Abzug einer nicht versicherbaren Kostendämpfungspauschale verstößt weder gegen die Alimentations- noch die Fürsorgepflicht, weil diese nicht verlangen, dass Aufwendungen im Krankheitsfall durch Leistungen einer beihilfekonformen Krankenversicherung und ergänzende Beihilfeleistungen lückenlos gedeckt werden. Eine gesetzliche Ermächtigungsgrundlage mit der Formulierung „zumutbarer Selbstbehalte“ ist dafür jedoch nicht ausreichend, weil nicht hinreichend bestimmt.
Zuständig für die Gesetzgebung sind nach allgemeinen Grundsätzen der Bund und die einzelnen Länder für die jeweiligen Dienstverhältnisse. Die zeitweilige konkurrierende Gesetzgebungszuständigkeit des Bundes gemäß § 74a GG a. F. für die Beamtenbesoldung und -versorgung umfasste das Beihilferecht nicht. Die Beamtengesetze des Bundes und der Länder enthalten Ermächtigungen zum Erlass entsprechender Rechtsverordnungen. Die früheren Beihilfevorschriften genügten als bloße Verwaltungsvorschriften nach der Wesentlichkeitstheorie nicht den verfassungsrechtlichen Anforderungen des Gesetzesvorbehalts.
Auf Beihilfe besteht ein Rechtsanspruch, der nicht abgetreten und grundsätzlich nicht verpfändet oder gepfändet werden kann. Er kann jedoch durch Dritte geltend gemacht und für den Berechtigten eingezogen werden, beispielsweise einen Beihilfeberater.
In den Beihilfeverordnungen wird der Leistungsumfang festgelegt und bestimmt, welche medizinischen Leistungen, Hilfsmittel und dergleichen beihilfefähig sind. Grundsätzlich trifft dies nur auf medizinisch Notwendiges zu. Beihilfe wird auf Antrag des Beihilfeberechtigten diesem prozentual gewährt vom jeweiligen Dienstherrn nach Vorlage der Rechnungen für gesundheitsbezogene Ausgaben und in den Ländern Baden-Württemberg, Berlin, Brandenburg, Bremen, Hamburg, Niedersachsen, Sachsen und Thüringen, soweit das jeweilige Landesrecht es vorsieht, wahlweise pauschal als Zuschuss zum Beitrag der gesetzlichen Krankenversicherung (GKV) für freiwillig Versicherte oder einer privaten Krankenversicherung. Die Einführung einer pauschalen Beihilfe ist in den Koalitionsverträgen im Jahr 2021 für Mecklenburg-Vorpommern und im Jahr 2022 für Nordrhein-Westfalen vereinbart, in den noch laufenden Wahlperioden der jeweiligen Landtage aber noch nicht gesetzlich geregelt worden (Stand: August 2025). Der Beitragszuschuss entspricht dem Arbeitgeberanteil bei pflichtversicherten oder dem Beitragszuschuss bei freiwillig in der GKV oder privat krankenversicherten Arbeitnehmern. In Schleswig-Holstein kann im Regelfall ein hälftiger Zuschuss zum Beitrag für freiwillig gesetzlich Versicherte nur beansprucht werden, wenn der Wechsel in den Basistarif einer privaten Krankenversicherung finanziell von Nachteil ist. Der 1979 im Land Bremen eingeführte Beitragszuschuss zu Krankenversicherungsbeiträgen verletzte nach damaliger Rechtslage die Gesetzgebungszuständigkeit des Bundes, weil es sich materiell nicht um eine Regelung des Beihilferechts, sondern um eine Besoldungsregelung handelte.
Wer nach beamtenrechtlichen Vorschriften oder Grundsätzen bei Krankheit Anspruch auf Fortzahlung der Bezüge und auf Beihilfe oder Heilfürsorge hat, ist nach § 6 Abs. 1 Nr. 2 SGB V versicherungsfrei in der GKV; der Wegfall derartiger Ansprüche führt als solcher weder zu einer Versicherungspflicht noch - berechtigung in der GKV.
Der Beihilfeanspruch entfällt im Regelfall mit dem Ausscheiden aus dem Beamtenverhältnis, soweit nicht ausnahmsweise noch Leistungen wie z. B. Unterhaltsbeiträge gewährt werden. Kein Beihilfeanspruch folgt aus dem Altersgeld, das frühere Beamte nach dem Versorgungsrecht einiger Dienstherren beanspruchen können. Für Ehepartner entfällt der Beihilfeanspruch mit der Rechtskraft der Scheidung; auch wenn dem geschiedenen Ehepartner durch Versorgungsausgleich im Wege der internen Teilung nach § 10 Versorgungsausgleichsgesetz (bis jetzt nur beim Bund) ein Anrecht gegenüber dem Dienstherrn übertragen wird.
Kommunen und öffentliche Arbeitgeber können oder müssen sich gegen die finanziellen Belastungen aus der Leistung von Beihilfe ggf. nach Landesrecht durch eine freiwillige oder verpflichtende Mitgliedschaft in einer Beihilfekasse (auch: Versorgungsausgleichskasse) rückversichern.

## Reformüberlegungen
Teilweise wird die Einbeziehung der Beamten in die GKV gefordert, wie sie mit der Bürgerversicherung verbunden wäre, die bisher nicht eingeführt wurde. Dafür werden unterschiedliche Argumente angeführt wie die Kostenbelastung der Dienstherren, die Risikoselektion zu Lasten der GKV oder Gleichbehandlungsforderungen bezüglich des Leistungsumfangs. Unter diesen Gesichtspunkten werden auch Änderungen des Beihilferechts der Länder erörtert. Umstritten ist, ob der Bund über seine Zuständigkeit für das Sozialversicherungsrecht die Landesbeamten auch insoweit in die GKV einbeziehen könnte, als sie Beihilfeleistungen erhalten, oder nur das jeweilige Land kraft seiner beamtenrechtlichen Zuständigkeit für die Beihilfe.

## Leistungsumfang
Grundlage der Beihilfegewährung für Arztkosten sind die Kosten nach den Gebührenordnungen für die privatärztliche Behandlung (GOÄ und GOZ), wenn die Leistung grundsätzlich beihilfefähig ist. In der stationären Heilbehandlung sind Wahlleistungen (Chefarztbehandlung oder Zweibettzimmerzuschlag) überwiegend nicht mehr oder nur noch bei Eigenbeteiligung oder gegen einen monatlichen Zusatzbeitrag berücksichtigungsfähig. In der Zahnmedizin gibt es teilweise erhebliche Unterschiede zwischen den Erstattungen der Beihilfe und denen der Krankenkassen, so sind in der Regel professionelle Zahnreinigungen beihilfefähig und für kieferorthopädische Behandlungen minderjähriger Patienten sind nicht die kieferorthopädischen Indikationsgruppen der GKV maßgeblich. Für bestimmte Aufwendungen, z. B. für Arzneimittel, mindert sich die Berechnungsgrundlage um Eigenbehalte.
Für Beamte wird mindestens die Hälfte der beihilfefähigen Aufwendungen übernommen, für Ehegatten oder Lebenspartner und überwiegend für Ruhestandsbeamte 70 Prozent. Der Erstattungssatz kann auch für Aufwendungen des Berechtigten selbst, abhängig von der Kinderzahl, 90 Prozent erreichen. Der Auszahlungsbetrag wird, falls vorgesehen, um eine Kostendämpfungspauschale gekürzt. Maßgeblich ist stets das Recht des jeweiligen Dienstherrn, das aktuellen Änderungen unterliegen kann. 
Ehegatten und Lebenspartner sind nur berechtigt, wenn deren Gesamtbetrag der Einkünfte eine bestimmte Grenze (z. B. 20.000 Euro im vorvergangenen Kalenderjahr) nicht übersteigt. Den verbleibenden Teil der Krankheitskosten decken die Beihilfeberechtigten in der Regel durch eine private Kranken- und Pflegeversicherung (ggf. mit Beihilfeergänzungstarifen) ab.
Sofern der Beamte sich freiwillig gesetzlich krankenversichert, was die Versicherungsberechtigung im Einzelfall nach § 9 SGB V voraussetzt, werden Beihilfen im Regelfall nur gewährt, wenn die Sachleistungen der GKV nicht beansprucht, sondern Kostenerstattung nach § 13 SGB V gewählt wird. Der Beitrag zur GKV ist vom Beamten allein zu tragen, wenn der Dienstherr nicht die Möglichkeit eröffnet, auf unwiderruflichen Antrag des Beamten den hälftigen Beitrag als pauschale Beihilfe zu erstatten. Ob die Entscheidung für den Krankenversicherungszuschuss für den Beamten finanziell vorteilhaft ist, hängt von verschiedenen Faktoren ab, insbesondere der Höhe der Besoldung, der Zahl der in der GKV beitragsfrei Mitversicherten und der Beitragshöhe einer privaten Krankenversicherung, die von Eintrittsalter und Vorerkrankungen beeinflusst wird.
In manchen Bundesländern wird einigen Beamtengruppen (z. B. Polizeivollzugsbeamten, Beamten im feuerwehrtechnischen Dienst) statt der Beihilfe Freie Heilfürsorge gewährt, ebenso den Polizeivollzugsbeamten der Bundespolizei nach § 80 BBesG. Soldaten erhalten unentgeltliche truppenärztliche Versorgung, ihre Familienangehörigen sowie Berufssoldaten im Ruhestand und deren Familienangehörige sind beihilfeberechtigt.

## Beihilfeberechtigung für Kinder
Für Kinder werden regelmäßig 80 Prozent der beihilfefähigen Aufwendungen erstattet. Der Beihilfeanspruch für Kinder setzt voraus, dass sie beim Familienzuschlag berücksichtigungsfähig sind, wofür es auf die Kindergeldberechtigung ankommt. Sie endet grundsätzlich mit Vollendung des 18., bei Kindern in Schul- oder Berufsausbildung spätestens mit Vollendung des 25. Lebensjahrs.
Studenten, die als solche versicherungspflichtig sind, können sich, im Hinblick auf den Beihilfeanspruch eines Elternteils, von der Pflichtmitgliedschaft in der GKV befreien lassen. Der Antrag ist nur zu Studienbeginn zulässig und unwiderruflich. Entfällt später die Beihilfeberechtigung – sei es, weil das Studium unterbrochen wird, das Studium über den 25. Geburtstag hinaus andauert oder zum Beispiel ein Promotionsstudium nach abgeschlossenem Studium mit einem Stipendium ohne die Aufnahme einer Beschäftigung finanziert wird – und entsteht keine Versicherungspflicht oder -berechtigung in der GKV nach allgemeinen Regeln, besteht nur die Möglichkeit, sich privat zu versichern. Studenten, bei denen die vorrangige Familienversicherung in der GKV entfällt, werden hingegen anschließend als Studenten versicherungspflichtig (längstens bis zur Vollendung des 30. Lebensjahrs) und können sich zum Beispiel bei der Aufnahme eines Promotionsstudiums freiwillig versichern.

## Statistik
Zum Stichtag 30. Juni 2015 waren insgesamt 133.720 Beamte und 190.260 Versorgungsempfänger einschließlich der Personen, für die nach dem Gesetz zur Regelung der Rechtsverhältnisse der unter Artikel 131 des Grundgesetzes fallenden Personen das Beihilferecht des Bundes anwendbar ist, damit insgesamt 323.980 im unmittelbaren Bundesbereich vorhanden. Die Beihilfeausgaben des Bundes betrugen im Jahr 2015 für Empfänger von Dienst-, Anwärter oder Amtsbezügen ca. 339 Mio. Euro und für Ruhegehaltsempfänger ca. 1,13 Mrd. Euro, damit insgesamt ca. 1,47 Mrd. Euro. Daraus ergeben sich bezogen auf das Jahr 2015 rechnerisch Beihilfeausgaben pro Kopf für Empfänger von Dienst-, Anwärter oder Amtsbezügen in Höhe von 2.534 Euro und für Ruhegehaltsempfänger in Höhe von 5.940 Euro. Verwaltungskosten sind in diesen Zahlen nicht enthalten.
Im Jahr 2017 waren knapp die Hälfte der Mitglieder der privaten Krankenversicherung beihilfeberechtigt.

## Rechtsquellen und Texte

### Baden-Württemberg
- Verordnung des Finanzministeriums über die Gewährung von Beihilfe in Geburts-, Krankheits-, Pflege- und Todesfällen (Beihilfeverordnung - BVO)

### Bayern
- Bayerische Beihilfeverordnung - BayBhV

### Bund
- Verordnung über Beihilfe in Krankheits-, Pflege- und Geburtsfällen (Bundesbeihilfeverordnung)
- Allgemeine Verwaltungsvorschrift zur Bundesbeihilfeverordnung (BBhVVwV)
- Daniel Liebig (Verantwortlicher der Webseite): Verordnung über Beihilfe in Krankheits-, Pflege- und Geburtsfällen (Bundesbeihilfeverordnung - BBhV) (auf buzer.de in der jeweils geltenden Fassung und Synopse aller Änderungen seit Inkrafttreten)
- Bundesverwaltungsamt: Information über die Tragweite krankenversicherungsrechtlicher Grundsatzentscheidungen. (PDF) Abgerufen am 26. September 2020.

### Hamburg
- § 80 Hamburgisches Beamtengesetz (HamBG) Beihilfe in Krankheits-, Pflege-, Geburts- und Todesfällen

### Hessen
- Hessische Beihilfenverordnung (HBeihVO)

### Niedersachsen
- Niedersächsische Beihilfeverordnung (NBhVO)

### Nordrhein-Westfalen
- Verordnung über Beihilfen in Geburts-, Krankheits-, Pflege- und Todesfällen (Beihilfenverordnung NRW – BVO NRW)

### Rheinland-Pfalz
- Beihilfeverordnung Rheinland-Pfalz

### Schleswig-Holstein
- Landesverordnung über die Gewährung von Beihilfen an Beamtinnen und Beamte in Schleswig-Holstein (Beihilfeverordnung - BhVO -)

## Belege
1. ↑  Beschluss des Bundesverfassungsgerichts vom 23. Juni 1981 - 2 BvR 1067/80, BVerfGE 58, 68 <77>
2. ↑  Erlasse des preußischen Finanzministers vom 25. August 1922, PrJMBl. S. 365, und der Reichsregierung vom 21. April 1923, RBBl. S. 115, zitiert nach dem Beschluss des Bundesverwaltungsgerichts vom 28. Oktober 2010 - BVerwG 2 C 46.09, Randnummer 33
3. ↑  BVerfGE 58, 68 <77 f.>; 79, 223 <235>; 83, 89 <98>; 106, 225 <232>
4. ↑  Urteil des Bundesverwaltungsgerichts vom 20. März 2008 - 2 C 49.07
5. ↑  Urteil des Bundesverwaltungsgerichts vom 21. März 2024 - 5 C 5.22 - Pressemitteilung Nr. 11/2024 vom 21. März 2024
6. ↑  § 80 Abs. 6 BBG
7. ↑  Urteil des Bundesverwaltungsgerichts vom 17. Juni 2004 - 2 C 50.02
8. ↑  Vereinbarung ... über die Bildung einer Koalitionsregierung für die 8. Legislaturperiode des Landtags Mecklenburg-Vorpommern, S. 11 PDF-Download
9. ↑  Koalitionsvereinbarung von CDU und Grünen 2022–2027, S. 144
10. ↑  Fraktion Bündnis 90/Die Grünen: Einführung einer Beihilfe für in der gesetzlichen Krankenversicherung versicherte Beamtinnen und Beamte. Antwort des Finanzministers namens der Landesregierung. In: Kleine Anfrage. Landtag Mecklenburg-Vorpommern, 8. Mai 2025, abgerufen am 17. August 2025.
11. ↑  Ministerium der Finanzen Nordrhein-Westfalen: Einführung einer pauschalen Beihilfe. In: Anfrage Aktueller NRW-Koalitionsvertrag - Einführung einer pauschalen Beihilfe in Höhe des Arbeitgeberanteils einer Krankenvollversicherung für die GVK. FragDenStaat.de, 15. Dezember 2023, abgerufen am 17. August 2025.
12. ↑  § 80a LBG
13. ↑  Entscheidung des Bundesverwaltungsgerichts vom 25. Juli 1987 - 2 N 1/86 – BVerwGE 77, 345
14. ↑  z. B. Gesetz über die Versorgungsausgleichskasse der Kommunalverbände in Schleswig-Holstein
15. ↑  Jendrik Scholz: Einbeziehung der Beamtinnen und Beamten in die Gesetzliche Krankenversicherung (GKV): Gibt es Wege in Richtung Bürgerversicherung in der Landespolitik? Soziale Sicherheit. Zeitschrift für Arbeit und Soziales 2018, S. 103–111
16. ↑  Florian Staeck: Beamte und GKV – Hamburgs Reform prägt ÄrzteZeitung online, 13. August 2018
17. ↑  Vgl. zum Meinungsstand: Bieback, Sozial- und verfassungsrechtliche Aspekte der Bürgerversicherung, 2. Auflage 2014, S. 93 f.
18. ↑  Beihilfe: Zahnärztliche Leistungen. Bundesverwaltungsamt, 26. Januar 2022.
19. ↑  vgl. z. B. § 49 BBhV
20. ↑  vgl. § 80 Absatz 7 Sächsisches Beamtengesetz i. d. F. von Artikel 5 des Vierten Gesetzes zur Änderung dienstrechtlicher Vorschriften. Drucksache 7/13737 mit Inkrafttreten zum 1. Januar 2024
21. ↑  Bund (2021): § 6 Absatz 2 Satz 2 BBhV
22. ↑  § 8 Absatz 4 Satz 1 Nummer 1, Satz 2 BBhV
23. ↑  Frank Engellandt: Gesetzliche Krankenversicherung für Richter und Beamte?In: Legal Tribune Online vom 9. Juli 2019, abgerufen am 22. April 2022
24. ↑  Krankenversicherung und Promotion. In: studentische-versicherungen.de. Abgerufen am 26. September 2020.
25. ↑  Beihilfe und gesetzliche Krankenversicherung Antwort der Bundesregierung auf eine Kleine Anfrage, BT-Drs. 18/11738 vom 29. März 2017
26. ↑  Zahlenbericht der Privaten Krankenversicherung 2017 (Memento des Originals vom 12. Februar 2019 im Internet Archive)  Info: Der Archivlink wurde automatisch eingesetzt und noch nicht geprüft. Bitte prüfe Original- und Archivlink gemäß Anleitung und entferne dann diesen Hinweis. S. 26